# Прапор Воєводини

Прапор Воєводини — офіційний символ автономного краю Воєводина республіки Сербія.
Прапор Воєводини заснований на сербському прапорі. На прапорі Сербії всі три кольорові смуги мають рівну ширину, а на прапорі Воєводини синя область (у середині) ширше інших. Використання кольорів сербського прапора означає, що Воєводина є частиною Сербії.
На прапорі зображені три жовті зірки, які символізують три області: Бачка, Банат і Срем, частини Воєводини, але вони також нагадують Прапор Європи, що показує, що Воєводина - європейська область, і що Воєводина сподівається стати членом європейського союзу, як частина Сербії.